# Politique dans la Vienne
Le département français de la Vienne est un département créé le 4 mars 1790 en application de la loi du 22 décembre 1789, à partir des anciennes provinces du Poitou, de l'Anjou, de la Touraine et de la Marche. Les 265 actuelles communes, dont presque toutes sont regroupées en intercommunalités, sont organisées en 19 cantons permettant d'élire les conseillers départementaux. La représentation dans les instances régionales est quant à elle assurée par 11 conseillers régionaux. Le département est également découpé en 4 circonscriptions législatives, et est représenté au niveau national par quatre députés et deux sénateurs. 

## Représentation politique et administrative

### Préfets et arrondissements

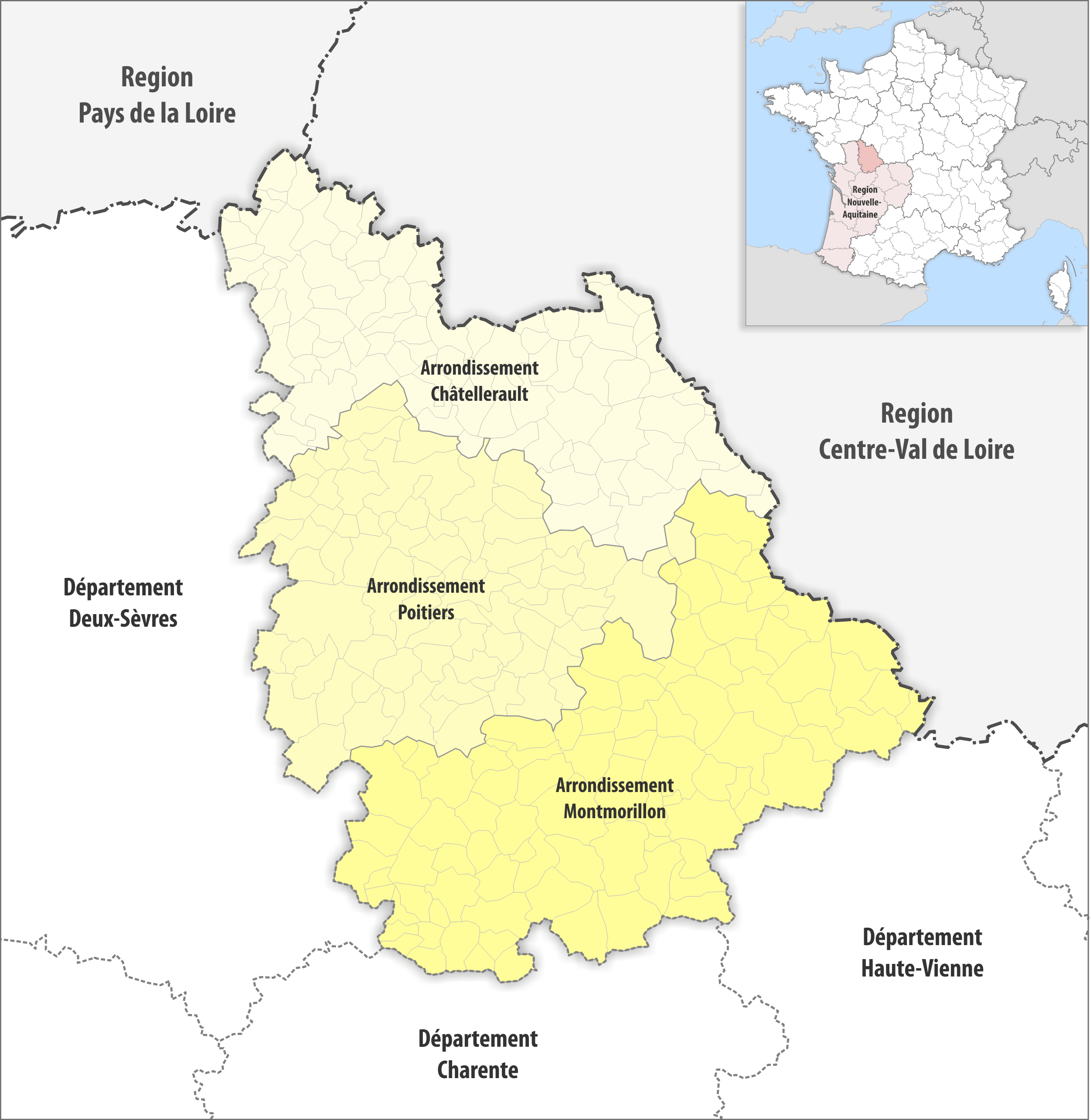
Arrondissements

La préfecture de la Vienne est localisée à Poitiers.
Le département est subdivisé en trois arrondissements: Châtellerault, Poitiers et Montmorillon. Jusqu'en 1926, deux sous-préfectures supplémentaires étaient situées à Civray et Loudun.
Le préfet de la Vienne est Serge Boulanger depuis novembre 2024. Il était auparavant secrétaire général de la zone de défense et de sécurité de Paris.
| Arrondissement | Chef-lieu                       | Sous-préfet        | Nomination   |
| -------------- | ------------------------------- | ------------------ | ------------ |
| Châtellerault  | Châtellerault (sous-préfecture) | Judicaële Ruby     | 26 août 2024 |
| Poitiers       | Poitiers (préfecture)           | Étienne Brun-Rovet | 21 août 2023 |
| Montmorillon   | Montmorillon (sous-préfecture)  | Thomas Ricard      | 13 juin 2024 |

### Députés et circonscriptions législatives

Circonscriptions et affiliations à l'issue des élections de 2024.

| Circ. | Nom              |  | Parti | Groupe               | Suppléant        |
| ----- | ---------------- |  | ----- | -------------------- | ---------------- |
| 1re   | Lisa Belluco     |  | LÉ    | Écologiste et social | Florence Jardin  |
| 2e    | Sacha Houlié     |  | DVC   | Non-inscrit          | Sandra Girard    |
| 3e    | Pascal Lecamp    |  | MoDem | Les Démocrates       | Isabelle Barreau |
| 4e    | Nicolas Turquois |  | MoDem | Les Démocrates       | Valérie Dauge    |

### Sénateurs
| Sénateur             | Groupe                   | Parti | Parti | Début de mandat  |
| -------------------- | ------------------------ | ----- | ----- | ---------------- |
| Bruno Belin          | Les Républicains (ratt.) |       | DVD   | 1er octobre 2020 |
| Marie-Jeanne Bellamy | Les Républicains (app.)  |       | DVD   | 17 mars 2024     |

### Collectivités

#### Le conseil départemental
Le conseil départemental est dirigé par une majorité de droite, qui est présidée par Alain Pichon depuis 2020. Le conseil comprend 38 conseillers départementaux issus des 19 cantons de la Vienne.
| Parti                              | Sigle | Sigle | Élus |
| ---------------------------------- | ----- | ----- | ---- |
| Majorité (28 sièges)               |       |       |      |
| Union pour la Vienne               |       | DVD   | 30   |
| Opposition (4 sièges)              |       |       |      |
| La Vienne en Transition            |       | DVG   | 4    |
| Non-inscrits (2 sièges)            |       |       |      |
| Président du Conseil départemental |       |       |      |
| Alain Pichon (DVD)                 |       |       |      |

#### Élus régionaux
| Groupe politique                                      | Conseiller régional    | Parti / tendance | Parti / tendance |
| ----------------------------------------------------- | ---------------------- | ---------------- | ---------------- |
| Groupe Parti Socialiste - Place Publique - Apparentés | Karine Desroses        |                  | DVC              |
| Groupe Parti Socialiste - Place Publique - Apparentés | Benoît Tirant          |                  | PP               |
| Groupe Parti Socialiste - Place Publique - Apparentés | Yves Trousselle        |                  | PP               |
| Groupe Parti Socialiste - Place Publique - Apparentés | Laurence Vallois-Rouet |                  | PS               |
| Groupe Parti Socialiste - Place Publique - Apparentés | Reine-Marie-Waszak     |                  | PS               |
| Groupe Rassemblement National                         | Marion Latus           |                  | RN               |
| Groupe Rassemblement National                         | Éric Soulat            |                  | RN               |
| Groupe Ecologiste, Solidaire et Citoyen               | Christine Graval       |                  | EELV             |
| Groupe Ecologiste, Solidaire et Citoyen               | Thierry Perreau        |                  | EELV             |
| Groupe Renaissance                                    | Françoise Ballet-Blu   |                  | REN              |
| Groupe Les Républicains                               | Ronan Nédélec          |                  | LR               |

### Présidents des intercommunalités à fiscalité propre
| Type d'intercommunalité    | Intercommunalité à fiscalité propre | Président             | Parti | Parti |
| -------------------------- | ----------------------------------- | --------------------- | ----- | ----- |
| Communauté urbaine         | Grand Poitiers                      | Florence Jardin       |       | DVG   |
| Communauté d'agglomération | CA Grand Châtellerault              | Jean-Pierre Abelin    |       | UDI   |
| Communauté de communes     | CC du Haut-Poitou                   | Benoît Prinçay        |       | LR    |
| Communauté de communes     | CC Vienne et Gartempe               | Michel Jarrassier     |       | DVG   |
| Communauté de communes     | CC du Civraisien en Poitou          | Jean-Olivier Geoffroy |       | DVD   |
| Communauté de communes     | CC des Vallées du Clain             | Gilbert Beaujaneau    |       | LR    |
| Communauté de communes     | CC du Pays Loudunais                | Joël Dazas            |       | DVD   |

### Maires
| Commune                        | Population | Maire                    | Parti | Parti |
| ------------------------------ | ---------- | ------------------------ | ----- | ----- |
| Avanton                        | 2 154      | Anita Poupeau            |       | SE    |
| Beaumont Saint-Cyr             | 3 074      | Nicolas Réveillault      |       | SE    |
| Boivre-la-Vallée               | 3 109      | Dany Dubernard           |       | SE    |
| Bonneuil-Matours               | 2 119      | Franck Bonnard           |       | SE    |
| Buxerolles                     | 3 008      | Gérald Blanchard         |       | DVD   |
| Chasseneuil-du-Poitou          | 10 008     | Claude Eidelstein        |       | DVD   |
| Châtellerault                  | 32 057     | Jean-Pierre Abelin       |       | UDI   |
| Chauvigny                      | 7 053      | Gérard Herbert           |       | DVD   |
| Cissé                          | 2 763      | Annette Savin            |       | LR    |
| Civray                         | 2 657      | Emmanuel Brunet          |       | SE    |
| Dangé-Saint-Romain             | 3 007      | Nathalie Marques-Nauleau |       | LR    |
| Dissay                         | 3 226      | Michel François          |       | DVG   |
| Fontaine-le-Comte              | 3 855      | Sylvie Aubert            |       | DVG   |
| Iteuil                         | 2 930      | Françoise Micault        |       | SE    |
| Jaunay-Marigny                 | 7 474      | Jérôme Neveux            |       | UDI   |
| Lencloître                     | 2 457      | Henri Colin              |       | UDI   |
| Ligugé                         | 3 335      | Bernard Mauzé            |       | SE    |
| Loudun                         | 6 744      | Joël Dazas               |       | DVD   |
| Lusignan                       | 2 655      | Jean-Louis Ledeux        |       | DVD   |
| Lussac-les-Châteaux            | 2 322      | Jean-Luc Madej           |       | SE    |
| Mignaloux-Beauvoir             | 4 356      | Dany Coineau             |       | DVG   |
| Migné-Auxances                 | 6 015      | Florence Jardin          |       | DVG   |
| Mirebeau                       | 2 213      | Daniel Girardeau         |       | LR    |
| Montamisé                      | 3 562      | Corine Sauvage           |       | DVG   |
| Montmorillon                   | 5 998      | Bernard Blanchet         |       | DVG   |
| Naintré                        | 5 889      | Christian Michaud        |       | DVG   |
| Neuville-de-Poitou             | 5 340      | Séverine Saint-Pé        |       | LR    |
| Nieuil-l'Espoir                | 2 642      | Gilbert Beaujaneau       |       | LR    |
| Nouaillé-Maupertuis            | 2 742      | Michel Bugnet            |       | SE    |
| Poitiers                       | 87 961     | Léonore Moncond'huy      |       | LÉ    |
| Quinçay                        | 2 218      | Philippe Brault          |       | DVG   |
| Roches-Prémarie-Andillé        | 2 015      | Rémy Marchadier          |       | PS    |
| Rouillé                        | 2 467      | Jean-Luc Soulard         |       | SE    |
| Saint-Benoît                   | 7 112      | Bernard Peterlongo       |       | DVD   |
| Saint-Georges-lès-Baillargeaux | 4 117      | Éric Ghirlanda           |       | DVD   |
| Saint-Julien-l'Ars             | 2 618      | Béatrice Vanneste        |       | SE    |
| Saint-Martin-la-Pallu          | 5 553      | Henri Renaudeau          |       | DVD   |
| Scorbé-Clairvaux               | 2 261      | Lucien Jugé              |       | LR    |
| Sèvres-Anxaumont               | 2 140      | Romain Mignot            |       | SE    |
| Smarves                        | 2 775      | Michel Godet             |       | SE    |
| Thuré                          | 2 881      | Dominique Chaine         |       | PS    |
| Valdivienne                    | 2 748      | Claudie Bauvais          |       | SE    |
| Valence-en-Poitou              | 4 454      | Philippe Bellin          |       | DVC   |
| Vivonne                        | 4 318      | Rose-Marie Bertaud       |       | DVD   |
| Vouillé                        | 3 689      | Éric Martin              |       | SE    |
| Vouneuil-sous-Biard            | 5 806      | Jean-Charles Auzanneau   |       | DVC   |
| Vouneuil-sur-Vienne            | 2 171      | Johnny Boisson           |       | SE    |

## Personnalités politiques liées au département
- Pierre Abelin (1909-1977)
- Pierre Vertadier (1912-1995)
- Jean Raffarin (1914-1996)
- René Monory (1923-2009)
- Édith Cresson (1934)
- Jean-Pierre Raffarin (1948)